# Vækst
Vækst er en stigning i en mængde over tid.
Begrebet bruges både indenfor samfundsvidenskab, naturvidenskab og matematik.